# النعيجات (سيدي المخفي)
النعيجات هو دُوَّار يقع بجماعة بني سنوس، إقليم تاونات، جهة فاس مكناس في المملكة المغربية. ينتمي الدوّار لمشيخة سيدي المخفي التي تضم 25 دوار. يقدر عدد سكانه بـ 26 نسمة حسب الإحصاء الرسمي للسكان والسكنى لسنة 2004.

## روابط خارجية
- البوابة الوطنية للجماعات الترابية
- المندوبية السامية للتخطيط